# Sar Cheshmeh-ye Soflá
Sar Cheshmeh-ye Soflá (persiska: سر چشمه سفلی) är en ort i Iran.   Den ligger i provinsen Khuzestan, i den centrala delen av landet, 500 km söder om huvudstaden Teheran. Sar Cheshmeh-ye Soflá ligger 134 meter över havet och antalet invånare är 210.
Terrängen runt Sar Cheshmeh-ye Soflá är platt åt sydväst, men åt nordost är den kuperad. Runt Sar Cheshmeh-ye Soflá är det ganska tätbefolkat, med 58 invånare per kvadratkilometer. Närmaste större samhälle är Rāmhormoz, 3,8 km sydost om Sar Cheshmeh-ye Soflá. Omgivningarna runt Sar Cheshmeh-ye Soflá är i huvudsak ett öppet busklandskap.